# Usermod
usermod è un comando tipico di molti sistemi operativi Unix e Unix-like che modifica le informazioni associate ad account esistenti.

Per eseguire questo comando è normalmente necessario disporre dei privilegi dell'amministratore (root).

## Sintassi
La sintassi generale di usermod  è la seguente:
```
usermod [
opzioni
] 
nome_utente
```

## Opzioni
Le opzioni variano a seconda del particolare sistema operativo. Tra quelle comunemente presenti vi sono:
-d home_directoryUsa la directory indicata come nuova home directory per l'utente.
-e data_scadenzaCambia la data di scadenza dell'account (in formato MM/GG/AA).
-g gruppoSpecifica il nome o il GID del gruppo principale di cui farà parte l'utente.
-G gruppo1[,gruppo2…]Specifica eventuali gruppi supplementari di cui l'utente farà parte.
-l nuovo_nome_utenteAssegna all'utente il nuovo nome utente specificato (notare che ciò non cambia il nome della sua home directory; allo scopo si possono usare le opzioni -d e -m).
-mSposta il contenuto della vecchia home directory dell'utente in quella nuova.
-s shellSpecifica il nome della shell testuale da avviare quando il nuovo utente effettua il login (anziché usare il valore predefinito).
-u uidAssegna all'utente il nuovo UID specificato.

## Esempi
Modifica l'account per l'utente mario, rendendolo parte dei gruppi supplementari disk e gruppo1 (rimuovendolo dagli altri gruppi supplementari di cui in precedenza era parte) e usando /bin/ksh come shell predefinita:
```
# 
usermod -G disk,gruppo1 -s /bin/ksh mario
```